# US Open 2013 (turniej pokazowy)
US Open 2013 – turniej pokazowy – zawody pokazowe, rozgrywane w ramach ostatniego, czwartego w sezonie wielkoszlemowego turnieju tenisowego, US Open. Zmagania miały miejsce dnia 5 września na nowojorskich kortach USTA Billie Jean King National Tennis Center. Uczestniczyły w nich dwie pary deblowe – Chris Evert i Monica Seles (byłe tenisistki) oraz Jason Biggs i Rainn Wilson (aktorzy filmowi).

## Drabinka

#### Klucz
- w/o – walkower
- k – krecz
- d – dyskwalifikacja
- Q – kwalifikant
- WC – dzika karta
- LL – szczęśliwy przegrany
- Alt – zawodnik zastępczy
- PR – ochrona rankingu
- SE – specjalna przepustka
- ITF – ranking ITF
- JE – ranking juniorski

### Faza finałowa
|  |                          |                          |    |
|  | Finał                    |                          |    |
|  |                          |                          |    |
|  |                          |                          |    |
|  |                          |                          |    |
|  | Chris Evert Monica Seles | Chris Evert Monica Seles | 3  |
|  | Chris Evert Monica Seles | Chris Evert Monica Seles | 3  |
|  | Jason Biggs Rainn Wilson | Jason Biggs Rainn Wilson | 27 |
|  | Jason Biggs Rainn Wilson | Jason Biggs Rainn Wilson | 27 |
|  |                          |                          |    |